# Indigene Vereinigung zur Entwicklung im peruanischen Regenwald
Die Asociación Interétnica de Desarrollo de la Selva Peruana (AIDESEP), deutsch: Indigene Vereinigung zur Entwicklung im peruanischen Regenwald, ist ein Verband von sozialen Organisationen des peruanischen Amazonasgebietes zusammengeschlossen sind.
Der Verein mit Geschäftsstelle in Santa Catarina wurde 1980 gegründet. In ihr sind heute 57 regionale und lokale Organisationen des Amazonasgebietes zusammengeschlossen. Sie vertritt 1350 Gemeinden und damit 350.000 Indigene der Region. Ihre Sprachen gehören 16 verschiedenen Sprachfamilien an. Ihr gegenwärtiger Präsident ist seit 9. August 2021 für die Amtsperiode bis 2026 Jorge Pérez Rubio. 

## Geschichte
Anfang der 1970er Jahre entstand im peruanischen Amazonasgebiet eine repräsentative Bewegung der dort ansässigen indigenen Bevölkerung. Die ersten Versuche selbstständiger Organisierung waren Abwehrmechanismen gegen das Eindringen von Siedlern und Unternehmen zur Gewinnung von Rohstoffen. Organisationen entstanden zunächst auf Orts- und Gemeindeebene, später dann auch auf regionaler Ebene. Begünstigt wurde das Entstehen der ersten indigenen Organisationen in Peru auch durch ein im Jahre 1974 erlassenes Gesetz Ley de Comunidades Nativas, in dem unter anderem in Artikel 11 festgelegt wurde: „Das territoriale Eigentum der eingeborenen Gemeinschaften ist unübertragbar, unverjährbar und unpfändbar“. Die Initiatoren dieser Bewegung waren die Volksgruppen der Asháninka mit ihrer Organisation Central de Comunidades Nativas de la Selva Central (CECONSEC), der Shipibo mit ihrer Organisation Federación de Comunidades Nativas de Ucayali (FECONAU) und die Awajun mit ihrer Organisation Consejo Aguaruna y Huambisa (CAH). Diese drei Völker gründeten zu Beginn der 1980er Jahre die Asociación Interétnica de Desarrollo de la Selva Peruana - AIDESEP. Gründungspräsident war der Menschenrechtler und Umweltschützer Evaristo Nugkuag.

## Organisationsstruktur
Der Verein wird geleitet von einem Consejo Nacional (deutsch: Nationalrat), bestehend aus Präsident, Vizepräsident, Schatzmeister, Sekretär und Beisitzer. Der Consejo Nacional wird alle drei Jahre von einer Nationalversammlung gewählt, an der die Repräsentanten aller indigenen Organisationen des peruanischen Amazonasgebiets teilnehmen. Alle sechs Monate versammelt sich der Consejo Nacional Ampliado (deutsch: erweiterter Nationalrat), der sich aus Repräsentanten jeder regionalen indigenen Organisation zusammensetzt. In diesen Versammlungen werden die wichtigsten Entscheidungen über den politischen Weg der Organisation getroffen.

## Ziele
Die Organisation setzt sich auf der nationalen Ebene für indigene Rechte und die Anerkennung von Territorien ein. Zu ihren Zielen gehört:
- Vertretung der Interessen aller indigenen Völker Amazoniens
- Bewahrung und Entwicklung der kulturellen Identität, ihrer Territorien und der Werte jeden indigenen Volkes im Amazonasgebiet
- Stärkung der Selbstbestimmung der indigenen Völker im Rahmen des peruanischen und internationalen Rechts
- Festigung der menschlichen und nachhaltigen Entwicklung
- Allgemeine Hilfs- und Beratungsleistungen sowie die Realisierung von Veröffentlichungen

## Mitgliedschaft in Dachverbänden
Der Verband ist Mitglied im Dachverband der Coordinadora Permanente de Pueblos Indígenas del Perú (COPPIP) und im regionalen Dachverband der indigenen Amazonasvölker, Coordinadora de las Organizaciones Indígenas de la Cuenca Amazónica (COICA).